# Mats Andersson (skådespelare)
Mats Stefan Andersson, född 3 maj 1953 i Tollarp, Skåne län, är en svensk skådespelare.

## Biografi
Andersson studerade vid Statens scenskola i Stockholm och avlade examen därifrån 1978. Efter scenskolan var han engagerad vid Teater Västernorrland i sju år. Sedan 1986 har han frilansat med engagemang vid Unga Riks och Upsala Stadsteater.[källa behövs]

## Filmografi
- 1977 – Bröderna Lejonhjärta
- 1985 – Bröderna Lejonhjärta (TV-serie)
- 1993 – Macklean (TV-serie)
- 2003 – Kontorstid
- 2005 – Buss till Italien
- 2006 – Wallander – Den svaga punkten
- 2006 – Escapism
- 2007 – Pyramiden
- 2007 – Ett gott parti (TV-serie)
- 2009 – Mannen under trappan
- 2009 – Oskyldigt dömd (TV-serie)
- 2011 – The Stig-Helmer Story
- 2011 – Bibliotekstjuven (TV-serie)
- 2011 – The Girl with the Dragon Tattoo
- 2012 – Äkta människor (TV-serie)

## Teater

### Roller
| År   | Roll | Produktion                                | Regi        | Teater                           |
| ---- | ---- | ----------------------------------------- | ----------- | -------------------------------- |
| 1997 |      | Revisorn (Ревизор, Revizor) Nikolaj Gogol | Dag Norgård | Regionteatern Blekinge Kronoberg |

### Fotnoter
1. 1 2  ”Mats Andersson”. Svensk Filmdatabas. http://sfi.se/sv/svensk-filmdatabas/Item/?type=PERSON&itemid=270208&ref=%2ftemplates%2fSwedishFilmSearchResult.aspx%3fid%3d1225%26epslanguage%3dsv%26searchword%3dMats+Andersson%26type%3dPerson%26match%3dBegin%26page%3d1%26prom%3dFalse. Läst 22 september 2012.
2. ↑  Pia Huss (9 oktober 1997). ”'Revisorn' doftar pilsner. Temat i Gogols pjäs är lika aktuellt i dag när Ryssland står inför en våg av droger och brottslighet”. Dagens Nyheter. https://www.dn.se/arkiv/teater/teater-revisorn-doftar-pilsner-temat-i-gogols-pjas-ar-lika-aktuellt-i-dag-nar-ryssland-star-infor/. Läst 4 mars 2022.